# Медицинская маска

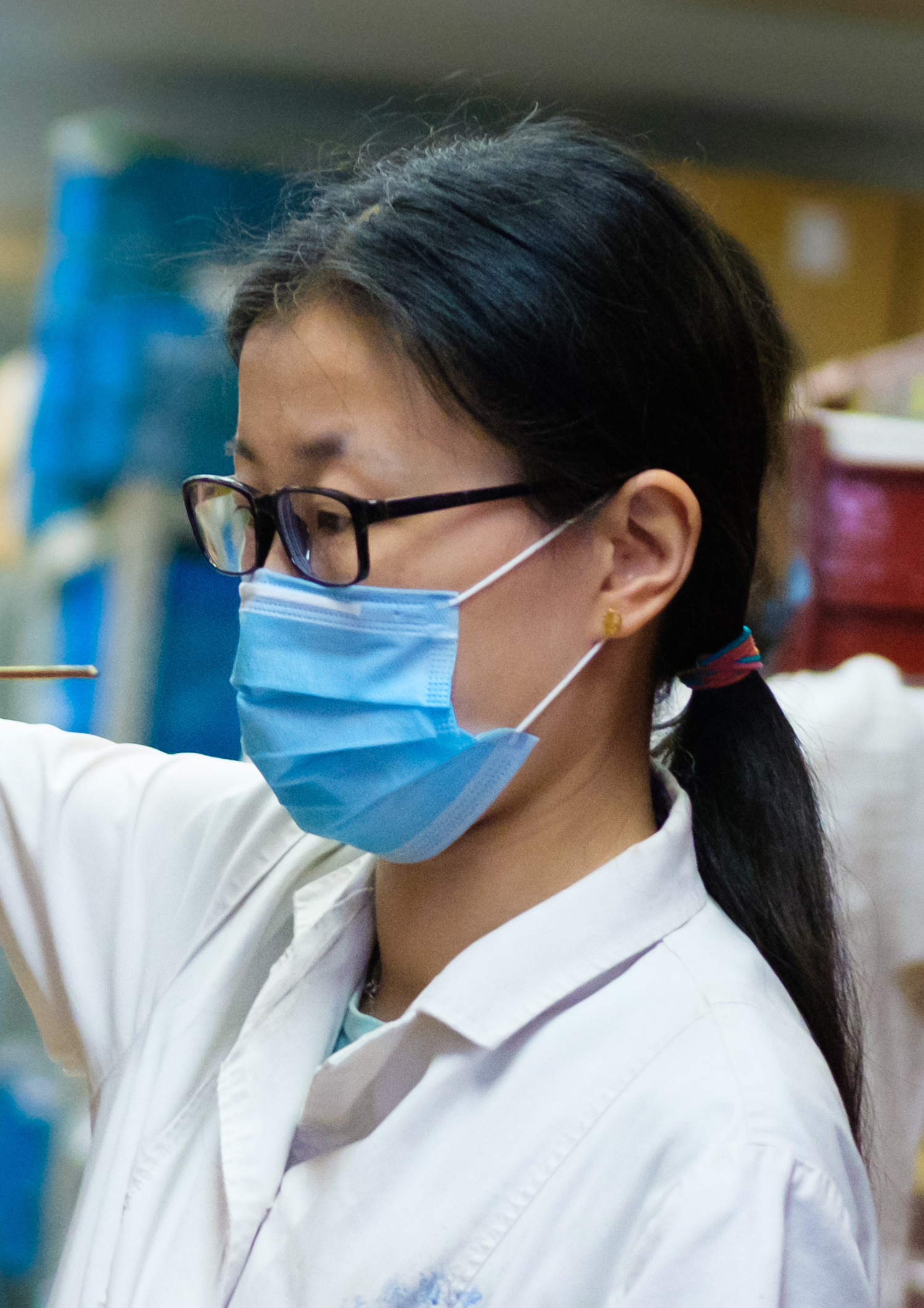
Медицинский работник в хирургической маске

Медицинская маска — гигиеническое (санитарно-гигиеническое) изделие, закрывающее рот и нос носителя c помощью фильтра, который защищает от вдыхания жидких аэрозолей (степень защиты т.е. размер фильтруемых частиц зависит от качества фильтра), но не защищает от твёрдых аэрозолей.
Медицинская маска оставляет незащищёнными от опасных аэрозолей конъюнктиву (глаза) носителя, поэтому маска в первую очередь предназначена для защиты людей, окружающих носителя маски. Отличие медицинской маски от респиратора состоит в невозможности медицинской маской, в отличие от респиратора, блокировать мелкие частицы твердых аэрозолей (размер частиц фильтруемых респиратором может отличаться в зависимости от модели)., а также в отсутствии клапана облегчающего выдох и в неплотном прилегании по форме лица.
Современная маска, как правило, состоит из фильтрующего слоя, который располагается между двумя внешними слоями (трёхслойные маски), а также гибкой алюминиевой вставки, обеспечивающей прилегание маски по форме носа. Маска закрепляется на лице за счёт эластичных ушных петель или завязок.
Близким аналогом по степени фильтрации к медицинской маске являются самодельные тканевые маски из четырёх слоёв ткани. Российские санитарные нормы требуют изготавливать такие тканевые маски как замену медицинских при дефиците последних, а также стерилизовать тканевые маски кипячением. Обычные медицинские маски изготавливаются с использованием безопасных синтетических материалов, которые легко повреждаются температурой или моющими средствами, поэтому имеют специальный порядок стерилизации с помощью ультрафиолета и умеренного нагрева.

## Классификация

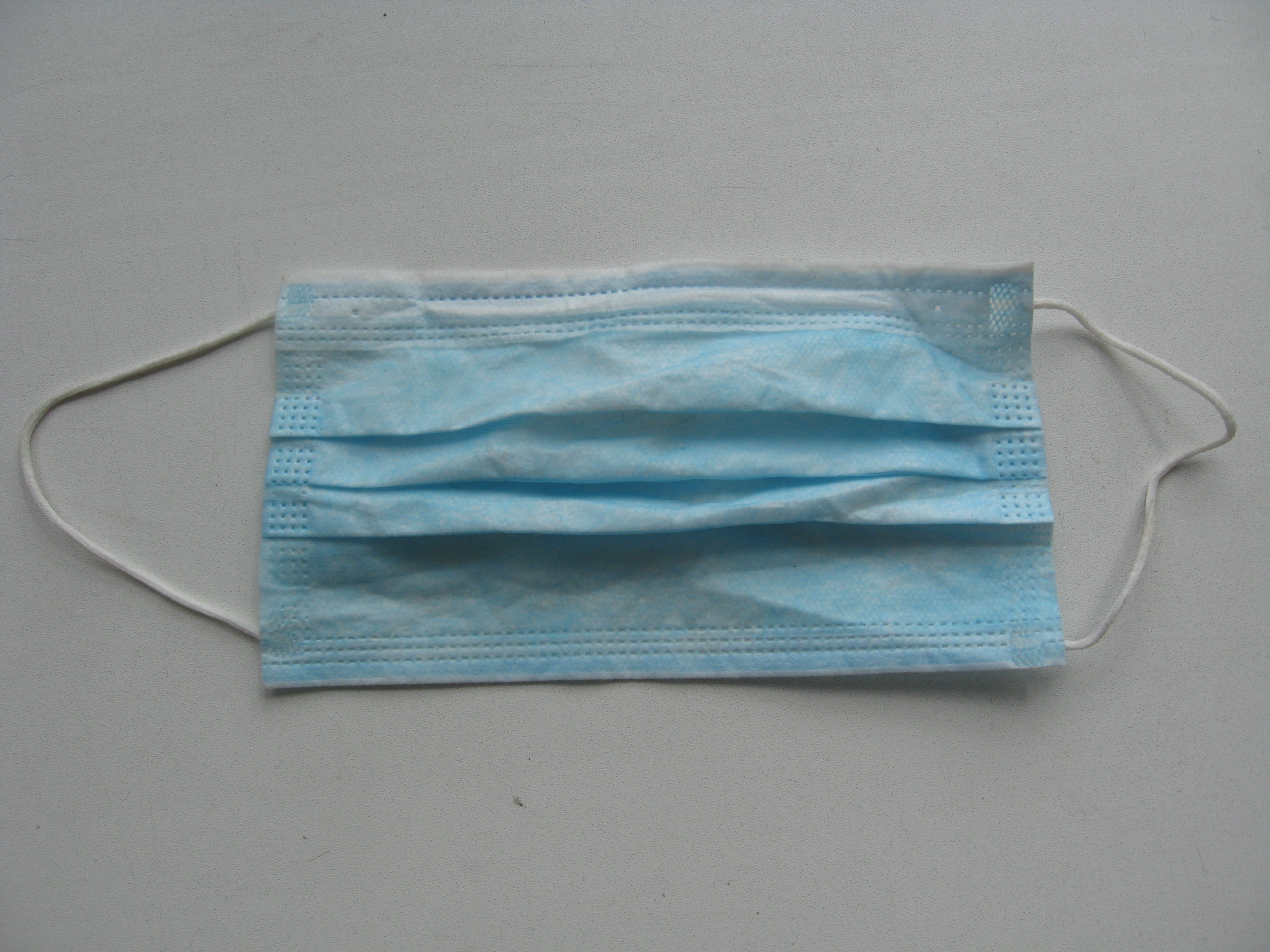
Хирургическая маска с резиновыми лямками, зацепляемыми за уши

Маски из нетканых материалов в первую очередь классифицируются по назначению: два основных класса — процедурные (повседневные) и специализированные (хирургические). Процедурные маски — это обычные одноразовые медицинские маски, состоящие из трёх слоёв нетканого материала: фильтр (посередине) и два внешних слоя. В зависимости от размера маски различают взрослые (размер 175×95 мм) и детские (размер 140×80 мм). Специализированные — это четырёхслойные хирургические маски, которые помимо фильтра и двух внешних слоев имеют противожидкостный слой, обеспечивающий защиту кожи лица от попадания на него биологических жидкостей при проведении хирургических операций. Хирургические маски могут быть с экраном и без него.
В соответствии со стандартом Европейского союза EN 14683:2019+AC:2019  медицинские маски делятся на три типа:
тип I с эффективностью бактериальной фильтрации (BFE) ≥ 95 % - предназначена только для пациентов, маска типа I не предназначена для использования медицинскими работниками и не должна использоваться в операционных или в иных медицинских помещениях с аналогичными требованиями;
тип II с эффективностью бактериальной фильтрации (BFE) ≥ 98 %;
тип IIR с эффективностью бактериальной фильтрации (BFE) ≥ 98 % и брызгоустойчивостью ≥ 16 кПа, используемые в том случае, когда есть потребность пользователя защитить себя от брызг потенциально загрязненных жидкостей и частиц.
В приложении А стандарта EN 14683:2019+AC:2019 указано, что медицинские маски предназначены для использования в операционных и медицинских помещениях с аналогичными требованиями для защиты рабочей среды и, если предусмотренным применением маски является защита пользователя от инфекционных агентов (бактерии, вирусы или грибы), следует рассмотреть использование респиратора.

## Порядок применения, противопоказания
Всемирная организация здравоохранения выпустила рекомендации, и обновила их. В документе, помимо рекомендаций по применению масок, указывались ситуации, когда в их применении нет необходимости, например — в тех помещениях медицинских учреждений, где не происходит скопления людей. Также отмечалось негативное влияние долговременного ношения масок на людей: возможность развития дерматита, акне, головной боли из-за незначительного повышения концентрации углекислого газа в подмасочном пространстве, ложное чувство безопасности. Исследования обнаружили незначительное повышение содержания углекислого газа (гиперкапнию) в крови при длительном использовании масок медицинскими работниками. Указывалось на то, что пожилым людям, страдающим астмой; хроническими заболеваниями органов дыхания и др., а также людям, проживающим (находящимся) в условиях жаркого влажного климата/микроклимата будет затруднительно долговременное ношение масок. В настоящее время Роспотребнадзор не учитывает данные противопоказания.
Минздрав Китая опубликовал рекомендации по подбору и использованию масок. Ношение маски в публичных местах обязательно. Можно не носить маску, если вы находитесь дома, на улице, в местах, где нет скопления людей, и в хорошо проветриваемых местах. Маска должна сразу надеваться, если к вам приближаются люди. Если вы кашляете или чихаете, то запрещается использовать респираторы с клапаном, так как вы будете выдыхать через клапан инфицированный аэрозоль и заражать других. По этой причине и потому, что в одноразовых масках легче дышать, они рекомендуются вместо респираторов. Респираторы N95 рекомендуются, если вы входите в зону высокого риска, где точно имеются заражённые коронавирусом люди. При этом если ваш родственник заболел коронавирусом, то вы тоже должны носить одноразовую маску без клапана, так как с существенной вероятностью вы тоже заболеете и важно не заразить других.
Медицинская маска является медицинским изделием кратковременного контакта — категория А по ISO 10993-1, продолжительность ношения маски должна, как правило, составлять не более 2 часов, а при невозможности замены не более 4 часов, так как при более длительном периоде использовании, а также при несоблюдении техники снятия маски, для пользователя значительно возрастают риски самоконтаминации (self-contamination), из-за того, что маска будет сильно загрязнена микроорганизмами задержанными маской, выделяемыми при выдохе из рта и из дыхательных путей, а также с кожи. В случаях, когда медицинская маска намокла, загрязнена или повреждена, её следует немедленно заменить. Сорбция влаги маской приводит к увеличению сопротивления потоку воздуха проходящего через маску, в результате чего увеличивается утечка воздуха по краям маски, что приводит к значительному уменьшению эффективности бактериальной фильтрации маски.
При использовании медицинских масок следует оценить следующие потенциальные вред и риски:
- самоконтаминация из-за манипуляций с маской загрязненными руками;
- потенциальная самоконтаминация, которая может произойти, если медицинская маска не будет заменена в установленный срок или из-за ненадлежащего состояния;
- возможное развитие поражений кожи лица, раздражающего дерматита или обострения угревой сыпи при частом использовании в течение нескольких часов;
- невозможность или трудности использования масок конкретными уязвимыми группами населения (состояние здоровья, психические расстройства и нарушения развития, возраст и т. п.);
- проблема ношения в жарких и влажных условиях;
- развитие гиперкапнии.

## Эффективность

### Фильтрация аэрозоля
Размер самих вирусов не играет никакой роли для работы маски или респиратора. Вирусы не могут находиться сами по себе в воздухе, и вирусы в суперкапсидах без окружения молекулами воды фактически деактивированы. Активные вирусы находятся внутри капель размером от долей до сотен микрометров. Некоторая часть капель аэрозоля крупные, поэтому даже самодельная маска, шарф или платок на лице способны их задержать. Одноразовые маски обладают уже очень высокой эффективностью и способны задерживать 95 % капель аэрозоля крупнее 3 микрометров. Медицинский респиратор N 95 почти не пропускает капель 3 микрометра и задерживает 95 % частиц аэрозоля крупнее либо равных 0,3 микрометра. Исследования показывают, что медицинские маски могут эффективно снижать выброс частиц в окружающую среду в виде респираторных капель, но не в виде аэрозолей , при этом установлено, что мелкие капельные частицы размером ≤5 мкм содержали в 8,8 раз больше вирусных копий, чем крупные частицы. Установлено, что проникновение аэрозолей через медицинскую маску составляет более 34 %, при этом проникновение через неплотности обтюрации составляло 100 %. 

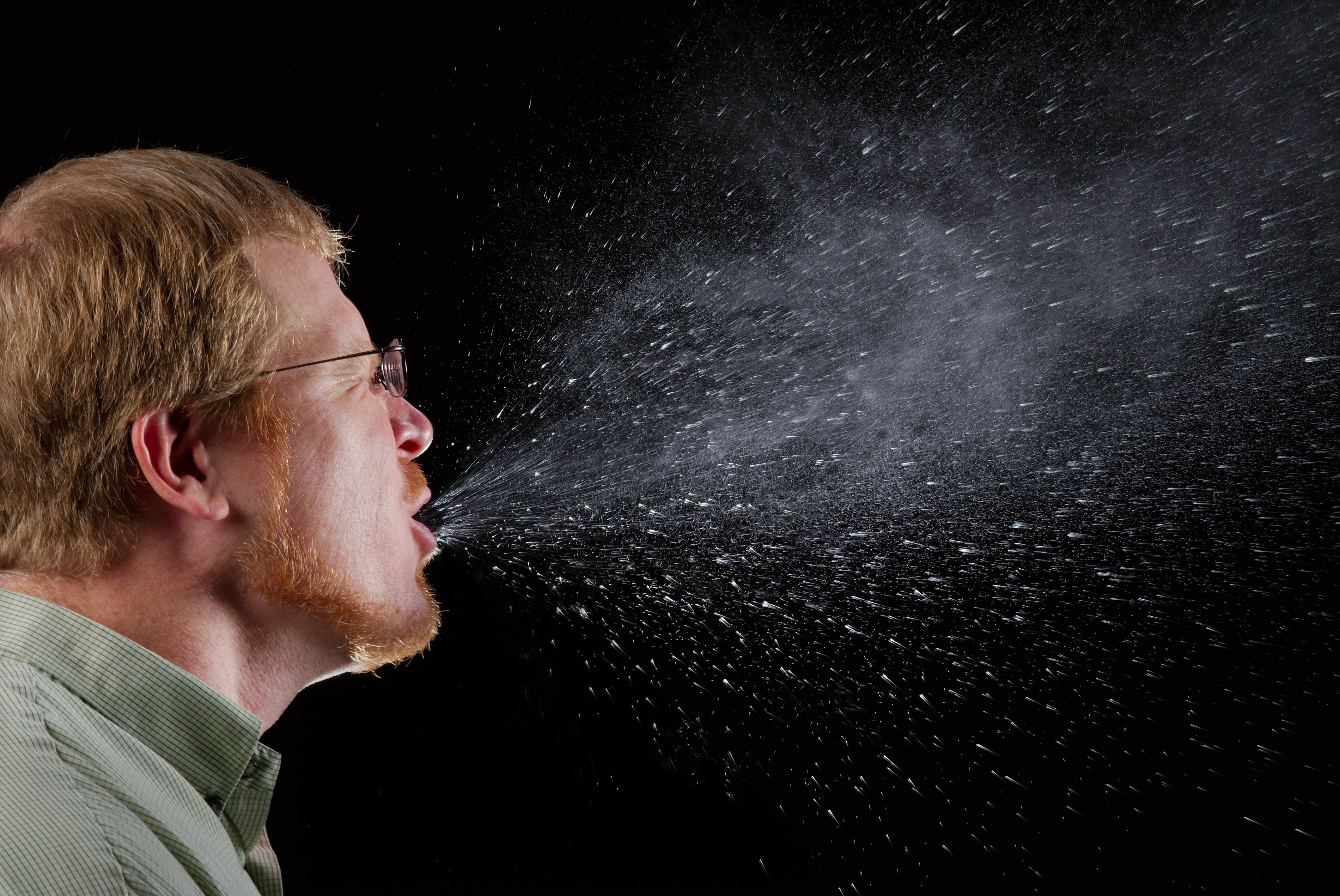
Кашляя или чихая, человек разбрызгивает целое облако мельчайших капелек слюны, а вместе с ними и возбудителей болезни

### Применение в различных местах

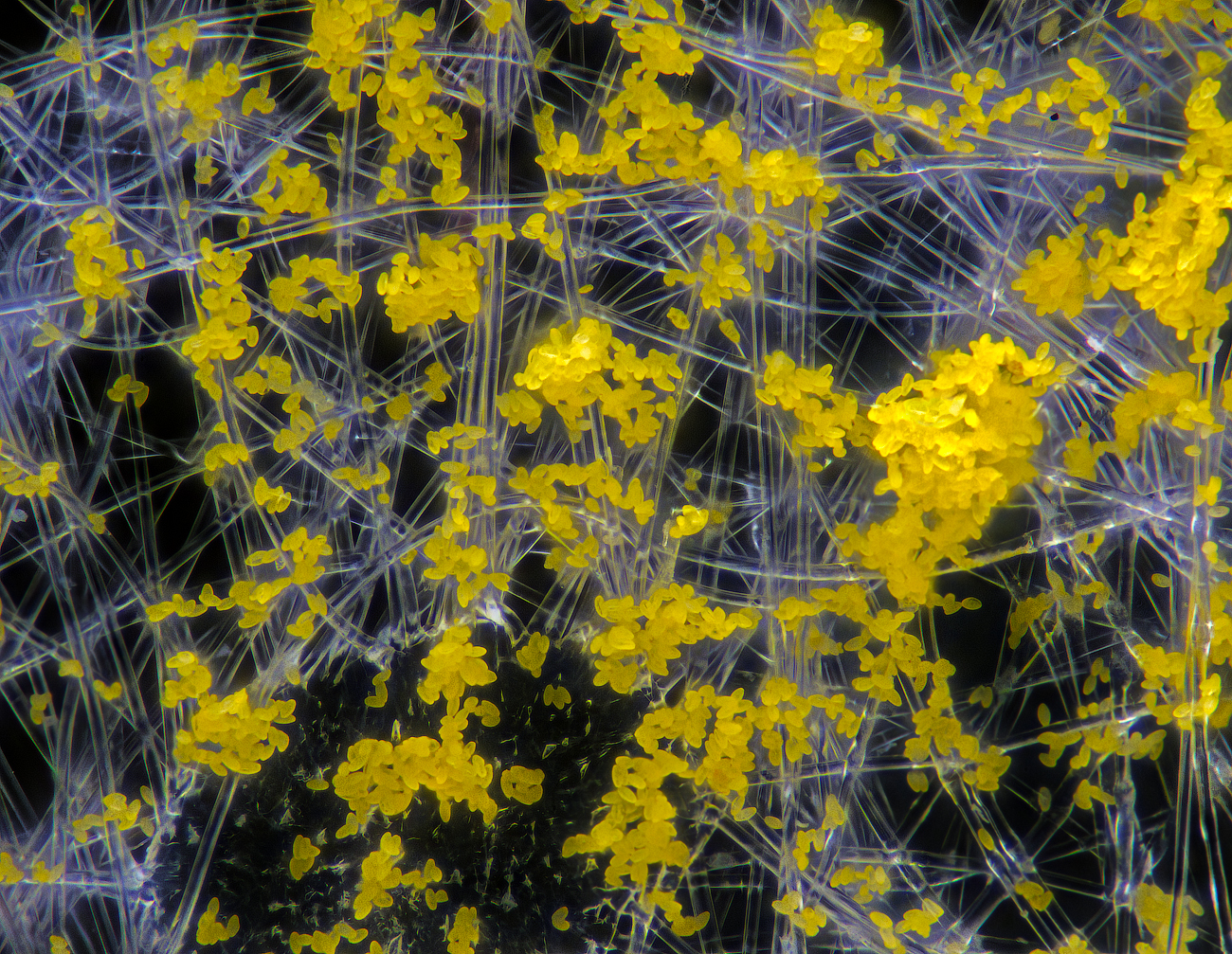
Частицы пыльцы на внешнем слое медицинской маски, изготовленной из «Спанбонда»

Научного консенсуса об эффективности использования масок не существует. Начиная с 90-х годов XX века исследовался вопрос о необходимости использования масок в современных операционных, оборудованных высокоэффективными системами вентиляции с фильтрами типа HEPA, которые показали, что маски являются дорогостоящим и неэффективным рудиментом устаревших медицинских технологий. Также отсутствуют научные исследования, с помощью которых можно было бы обосновать использование масок любого вида в общественных местах населением. Точные оценки степени защиты лицевых масок невозможны на основе имеющейся в настоящее время базы данных, но, вероятно, ношение лицевой маски не обеспечивает защиту во время массовых собраний.  Множество исследований демонстрируют отсутствие снижения заражений при использовании масок, а некоторые даже рост при их применении. Так 14 проведенных рандомизированных испытаний влияния практики использования масок на медицинских работников и население во время вспышки атипичной пневмонии в 2003 году не продемонстрировали снижения случаев гриппоподобных заболеваний или гриппа для масок ни в группе медицинских работников, ни для населения в целом. В этом исследовании также не было обнаружено различия эффективности между медицинскими масками и респираторами типа N95. Изучение эффективности мер индивидуальной защиты для предотвращения передачи пандемического гриппа среди населения на основе первичных исследований из Medline, Embase, PubMed, Cochrane Library, CINAHL показало, что регулярная гигиена рук обеспечивала значительный защитный эффект, а использование маски для лица оказывало незначительный защитный эффект против пандемической инфекции гриппа 2009 г.  Способность масок защитить тех, кто их носит, было поставлено под сомнение во время вспышки COVID-19. По данным носка масок больными туберкулёзом снизила число заразившихся подопытных животных (находившихся в помещении, через которое прокачивался воздух, удаляемый из палаты с больными), примерно вдвое. Большие зазоры между маской и лицом, отсутствие индивидуального подбора и проверки соответствия маски лицу и умения работника правильно её надевать (для медицинских масок) - не позволяют добиться высокой эффективности. По данным NIOSH вынос аэрозоля из респираторов с свободно работающими клапанами выдоха меньше, чем у медицинских масок, где он может превышать 70% (имеются в виду медицинские маски, сертифицируемые FDA).

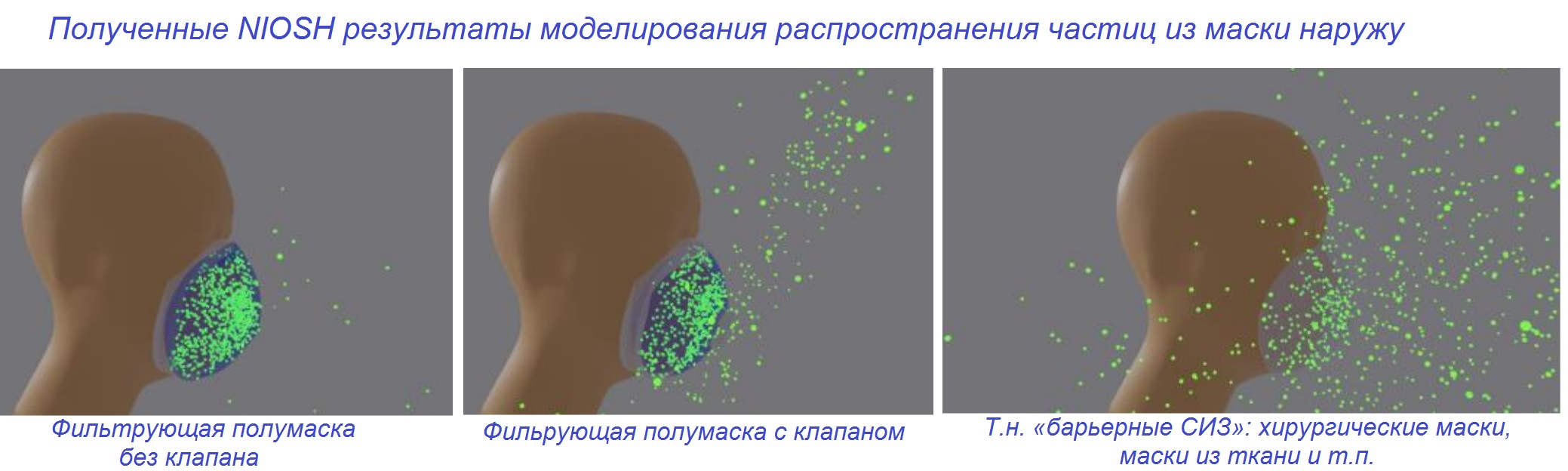
Наглядная иллюстрация эффективности разных средств снижения загрязнённости воздуха больными людьми, источник

Работа британского Управления по охране труда (HSE) показала невысокую эффективность масок при профилактике попадания в органы дыхания крупных частиц; и их неэффективность при защите от вирусов - в последнем случае носка масок не рекомендовалась.
Некоторые исследования по применению масок в респираторных заболеваниях  указывают на эффективности масок, однако это как 
правило необъективные обсервационные исследования. Исследования проводятся путём опросов спустя существенное время после событий и полагаются на воспоминания и субъективные оценки участников, которые интерпретируют события и вопросы о них в соответствии со своим личным опытом и убеждениями. Обычно имеет место следующая последовательность: люди носят или не носят маски; заболевают или нет; решают принимать или не принимать участие в исследовании; вспоминают носили ли маски, какие, где, когда и как. На каждом этапе субъективность решений и оценок искажает истинную картину. В то же время исследования не показывают существенной разницы между использованием обычных масок и респираторов N95, но респираторы N95 медики обычно используют при повышенном риске заболеваемости и при особо частом контакте с больными. Проводились также испытания масок на аэрозоли от больных конкретно коронавирусом COVID-19. Существенная часть аэрозоли таких больных была мелкой — 5 микрометров, но успешно фильтровалось даже обычной маской, так как она рассчитана на фильтрацию частиц аэрозоля до 3 микрометров. Показателен также масштабный эксперимент поставленный в ФРГ. Всеобщее ношение масок сначала было введено только в городе Йена и противники ношения масок даже среди ученых из Института Роберта Коха скептически к этому отнеслись. Однако по остальным городам ФРГ продолжался рост пандемии COVID-19, а в Йене практически перестали регистрироваться новые случаи заражении. В связи с этим Институт Роберта Коха признал научной ошибкой отказ от тотального ношения масок и всеобщее ношение масок было внедрено тотально по всей территории ФРГ. Тем не менее, результаты синтетической контрольной группы не наблюдались в реальности, а снижение заболеваемости можно объяснить сезонным потеплением и ростом абсолютной влажности воздуха. Осенью 2020 года Германия, продолжая носить маски, вводит всё более жёсткие карантинные меры на фоне стремительного роста заболеваемости и госпитализаций. В январе 2021 года жителей Австрии и Германии обязали в общественных местах пользоваться респираторами класса FFP2 вместо масок. В то же время в Южном полушарии картина полностью противоположна. Так в Буэнос-Айресе с 4-го мая 2020 года ношение масок обязательно во всех общественных местах, в том числе автомобилях и поездах метро. И тем не менее наблюдался значительный рост заболеваемости.
Тем не менее, Всемирная организация здравоохранения рекомендует использовать медицинские маски для борьбы с пандемическим гриппом и острыми респираторными заболеваниями при низком риске заражения. В ситуациях высокого риска заражения, в частности при контакте с туберкулёзом, рекомендуется использовать респираторы. На общую эффективность защиты также может повлиять соблюдение правил личной гигиены.
...В настоящее время отсутствуют прямые доказательства (по данным исследований в отношении COVID-19, а также здорового населения) эффективности всеобщего и повсеместного применения масок здоровыми людьми в целях профилактики респираторных вирусных инфекций, в том числе COVID-19.

## Стерилизация масок
Выдержка 30 минут при температуре 70 °C и выше эффективно лишает жизнеспособности вирусы, вызывающие COVID-19, был разработан и испытан способ сухой тепловой обработки респираторов, хирургических масок и самодельных тканевых масок. Способ может использоваться населением — для термообработки используется бытовая кухонная печь, десятикратная обработка не ухудшила качество фильтрации аэрозолей. В то же время, по данным обзора неоднократное использование респираторов без дезинфекции имело место во время эпидемии гриппа в госпиталях США, и вероятность того, что использовавшийся ранее респиратор станет вторичным источником заражения — низкий, значительно меньший, чем не использование СИЗОД в загрязнённой атмосфере.
Из-за дефицита масок и респираторов многие обыватели начали использовать их повторно путем стирки или применения антисептиков для удаления вируса, возможно, попавшего на фильтр. Согласно ВОЗ, данный метод «восстановления» масок и респираторов неэффективен, так как не гарантируется полное уничтожение вируса непрофессиональной стерилизацией и может повредить фильтр маски, снизив его защитные свойства.
В России Главный санитарный врач придерживается иного мнения:

В домашних условиях при невозможности приобретения медицинских масок допустимо использовать самостоятельно изготовленные четырёхслойные марлевые повязки прямоугольной формы. Они должны иметь достаточную площадь, чтобы полностью закрывать нос, рот, щеки и подбородок и закрепляться на затылке с помощью четырёх завязок. Правила их использования аналогичны правилам использования медицинских масок. Самостоятельно изготовленные четырёхслойные марлевые повязки, при необходимости их повторного использования, обезвреживают путем погружения в раствор любого моющего средства с последующим кипячением в течение 15 минут с момента закипания (или стирают в стиральной машине в режиме кипячения при 95 °C). Затем повязки прополаскивают, высушивают и проглаживают с двух сторон утюгом при температуре, рекомендованной для изделий из хлопка.
— 
Роспотребнадзор опубликовал инструкции по стерилизации масок для повторного использования. Из них следует, что регулятор считает, что маска может использоваться 2—3 часа и затем подлежит замене. Как указывает регулятор: «Многоразовые маски использовать повторно можно только после обработки. В домашних условиях маску нужно выстирать с мылом или моющим средством, затем обработать с помощью парогенератора или утюга с функцией подачи пара. После обработки маска не должна оставаться влажной, поэтому в конце её необходимо прогладить горячим утюгом, уже без функции подачи пара».
Рекомендации Роспотребнадзора применимы для самодельных тканевых масок из обычной ткани. Медицинские маски и респираторы изготавливаются из нетканых синтетических материалов (спанбонда). В качестве такого материала обычно используется мелтблаун, состоящий из полипропиленовых волокон. Могут использоваться как фильтры электростатически напыленный пух из волокон натурального хлопка, но хлопок будет находиться между синтетическими фильтрами. Синтетические материалы фильтра разрушается при 100—120 °C. Кроме этого, моющие и дезинфицирующие средства вступают в химические реакции с полипропиленом, что сильно повреждает фильтр. Поэтому использование кипячения, жесткой стирки, моющих/дезинфицирующих средств не применяется для стерилизации профессиональных масок и респираторов, так как это приводит к повреждению фильтра с пропуском мелкой и самой опасной аэрозоли коронавирусов. Гладить синтетический фильтр тонкой очистки горячим утюгом настолько же нецелесообразно как гладить утюгом синтетические колготки.
Эксперты проводили тестирование стерилизации с помощью микроволновой печи. Для исключения искрения из маски были временно удален металлический зажим для носа и фильтр смочен (микроволновая энергия нагревает через молекулы воды). Тест показал, что через 3 минуты обработки излучением и температурой на мощности 600 ватт все бактерии и вирусы погибли в фильтре. При этом сам фильтр не получил никаких повреждений и сохранил степень очистки выше 99 %, продолжая задерживать частицы ом 1/3 микрона. Для дезинфекции масок в микроволновой печи, туда же рекомендуется помещать емкость с водой, так как включать микроволновую печь без нагрузки не рекомендуется. Тем не менее, некоторые исследователи указывают, что метод дезинфекции рискованный, так как все же есть риск расплавления фильтра. Более развернутые тесты показали, что многие образцы фильтров имеют тенденцию к плавлению в микроволновой печи, так как нижняя граница плавления материала фильтра около +100 °C.
Исследователи из Стэнфордского университета изучили различные практики медиков по стерилизации респираторов в условиях дефицита из-за пандемии . Попытка стерилизовать респиратор в автоклаве при температуре +170С приводила к плавлению синтетических материалов фильтра. Неудачным методом стерилизации респираторов была признано использование антисептиков на базе этанола и хлора. Полипропилен растворим в хлор-содержащих соединениях, в этаноле и в мыле (деградация фильтра на 20-60 %). Эффективными с точки зрения защиты фильтра от повреждений оказались методы как 30 минутная стерилизация респиратора в горячем воздухе при +70 °C, обработка горячим водяным паром в течение 10 минут. Самыми надежными методами в плане защиты респиратора от повреждений оказались облучение ультрафиолетом (254 нм) респиратора с двух сторон по 30 минут, а также стерилизация в парах перекиси водорода.
Разработка технологий стерилизации одноразовых масок и респираторов в условиях пандемии коронавируса и невозможности произвести быстро миллиарды новых изделий стала критической задачей. Для решения её была создана большой группой ученых ассоциация N95DECON. Основные публикации этой ассоциации были переведены на русский язык в начале июня 2020 г., и список переведенных публикаций непрерывно пополняется. По данным ассоциации термический метод эффективен в горячем паре с 80 % влажностью с температурой 60 °C в течение 30 минут. Это позволяет стерилизовать маски и респираторы без повреждений до 5 раз. Однако повышение температуры даже до 65 °C создает риск повреждения даже на 2 циклах стерилизации. Такая низкая температура стерилизации адаптирована под коронавирусы, но не может уничтожать многие другие бактерии и вирусы. Стерилизация ультрафиолетом (UVC) гарантирует отсутствие повреждений даже после 10-20 циклов стерилизации, но требуется обеспечение, чтобы маска или респиратор были облучены полностью и не остались какие-то их элементы в тени. Самый эффективный метод — стерилизация в парах перекиси водорода. Другие методы стерилизации N95DECON не рекомендует.
NIOSH и успешно проверил разные методы дезинфекции разных моделей фильтрующих полумасок, разработал рекомендации по обеспечению медицинских работников фильтрующими полумасками в условиях их нехватки. В ряде случаев рекомендовано неоднократное использование без какой-то дезинфекции, т.к. риск заражения очень низкий. Также рассмотрена альтернатива - широкое использование эластомерных многоразовых СИЗОД.
В США стерилизация масок и респираторов для повторного использования была разрешена 29 марта 2020 года под прямым давлением Дональда Трампа на регулятора FDA. Сертифицированный FDA метод стерилизации масок и респираторов базируется на стерилизации парами перекиси водорода в стерилизационной машине компании Battelle. Такой метод не повреждает материал фильтров и не снижает его защитные свойства. Каждая стерилизационная машина Battelle позволяет очистить от коронавирусов 80 000 масок или респираторов в день.

## Медицинская маска в пространстве культуры

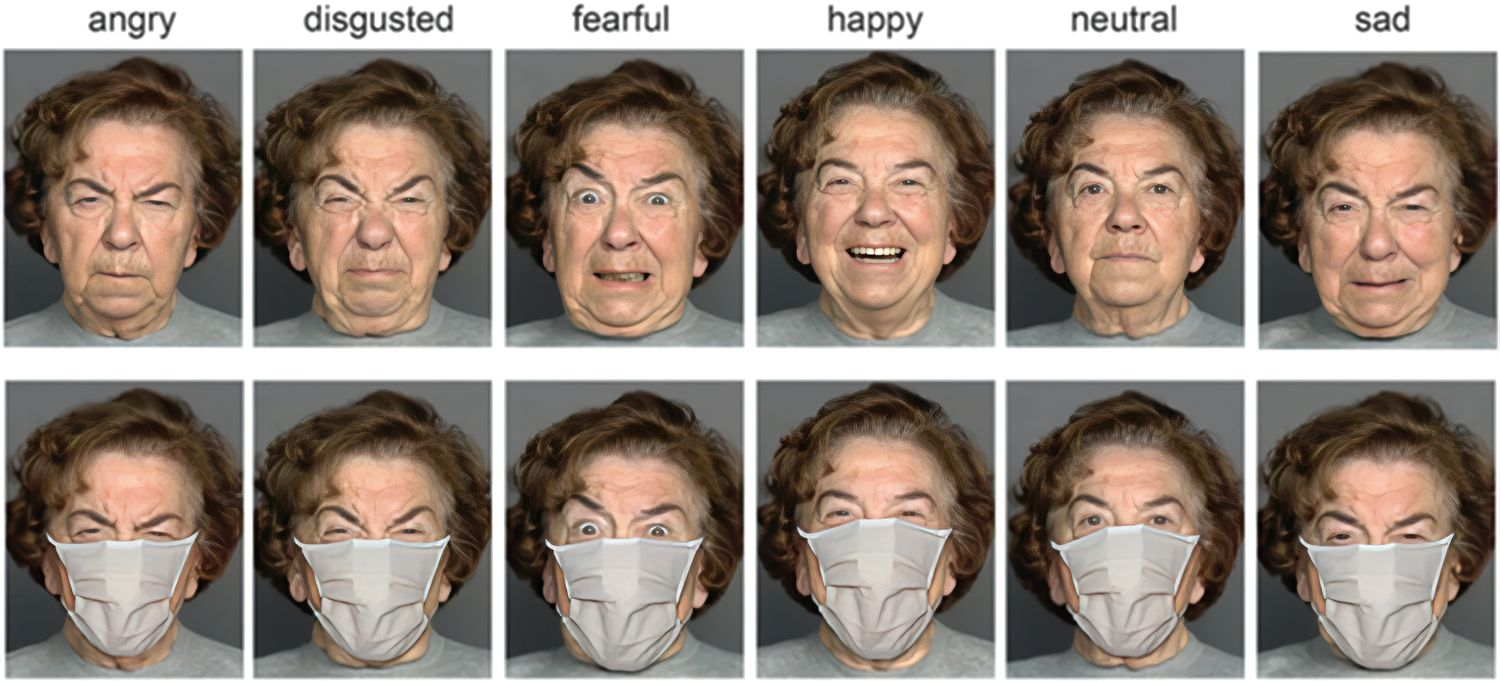
Лица показаны в условиях полного лица (вверху) и в условиях закрытия маской (нижний ряд).

Распространение медицинских масок в контексте повседневности связывают не только с медицинскими факторами, но и соотносят с концепцией бесформенного. Тотальное использование медицинских масок соотносят с нарушением принципа артикуляции и ослаблением системы языка.
Исследование выявило, что лицевые маски по-разному влияют на распознавание эмоций: распознавание отвращения, горя и злости затруднено, в то время как распознавание нейтрального выражения, страха и счастья не претерпевает существенных изменений.

## История

Внешний слой медицинской маски под микроскопом

Одним из прототипов медицинской маски является мухапатти — белая квадратная повязка, которой закрывают лицо индийские джайны-шветамбары. Однако основной целью использования этой повязки является не защита от инфекций, а соблюдение принципа ахимсы — ненасилия по отношению ко всему живому. Повязка помогает джайнам не проглатывать мелких насекомых во время дыхания и разговоров.
Об использовании масок для защиты от передачи заболеваний также известно с древних времён. Древние иранские врачи при лечении больных надевали нечто подобное маскам, — ткань, которая надевалась на лицо и завязывалась сзади завязками. При этом при переходе от одного больного к другому они тщательно себя чистили для предотвращения распространения заболевания. В Средние века за масками, используемыми в медицинских целях, закрепилось слово «panam», которое использовалось применительно к маскам и ранее, но больше в религиозных целях.
Ещё одним прототипом медицинской маски можно считать клювообразную кожаную маску Чумного доктора, появившуюся в Средние века в Европе во время эпидемии бубонной чумы: клюв наполняли ароматическими солями, лекарственными травами и чесноком, чтобы защитить доктора от тошнотворного запаха разлагающейся плоти, создать антибактериальную среду внутри маски, а отверстия для глаз закрывали стеклом. Так, во время вспышки чумы в Париже в 1619 году Шарль де Лорм (1584 – 1678), врач при дворе Людовика XIII, сконструировал противочумный костюм из сафьяна с маской, также сделанной из сафьяна, которая содержала чеснок и руту, чтобы предотвратить проникновение миазмов, которые, как считалось, вызывают заражение. Однако уже к XVIII веку такая практика стала маргинальной. В 1880-х годах новое поколение хирургов, к которым можно отнести тех, кто после того, как в 1867 году британский хирург Джозеф Листер предположил, что раневая инфекция вызывается микробами, разрабатывали стратегию асептики, направленную на предотвращение попадания микробов в раны. Руки, инструменты и даже дыхание медицинского персонала теперь были под подозрением. Глава хирургического отделения Университета Бреслау Йоханн Микулич-Радецкий (1850 – 1905) начал сотрудничать с местным бактериологом Карлом Флюгге (1847 – 1923), который экспериментально показал, что выдыхаемые рта капли несут культивируемые бактерии. После того, как Микулич узнал об этом открытии, он с 1897 года начал носить лицевую маску, которую описал как «кусок марли, привязанный двумя завязками к чепцу и проходящий по лицу, чтобы прикрыть нос, рот и бороду». В том же году парижский хирург Поль Берже (1845 – 1908) также начал носить маску в операционной. 22 февраля 1899 года Берже прочитал доклад «Об использовании маски во время операции» перед Хирургическим обществом Парижа. Маска для лица стала символом стратегии инфекционного контроля и рекламным знаком «прогрессивного врача». Инверсия использования масок с защиты пациента на защиту пользователя произошла во время вспышки «маньчжурской чумы» 1910 – 1911 годов, когда использование маски для прикрытия рта и носа получило распространение как средство индивидуальной защиты, введенное доктором У Ляньдэ (1879 – 1960), руководившим борьбой с эпидемией легочной чумы в Маньчжурии и Монголии. У Ляньдэ активно пропагандировал усовершенствованную им маску как «маску против чумы». У Ляньдэ был энергичным сторонником масок предназначенных для предотвращения заражений, но он был не единственным, кто разрабатывал такие технологии: так называемая «маска Мукдена» (Mukden mask) широко использовалась в контролируемых японцами районах Южной Маньчжурии, другой вариант был разработан французским врачом Шарлем Броке (1876 – 1964), имевшим большой опытом лечения чумы на юге Китая. Однако относительно простая маска У Ляньдэ, которая могла массово изготавливаться из недефицитных и дешевых материалов, стала прототипом масок, использовавшихся в дальнейшем. Опыт противоэпидемического использования масок возник во время эпидемии маньчжурской чумы 1911 года, и хотя эффективность использования масок по-прежнему ставилась под сомнение и вызывала споры среди специалистов, так, например, тщательно продуманные испытания «мукденских масок» для защиты от Serratia marcescens в бактериологической лаборатории Бюро науки в Маниле доказали их неэффективность , практика использования масок для защиты пользователя закрепилась как не требующая значительных ресурсов и формирующая у населения чувство опасности при инфекционных вспышках, поэтому во время пандемии гриппа 1918 – 1919 годов власти США предписали обязательное ношение масок сотрудниками полиции, медицинскими работниками, также такие требования были введены для жителей некоторых городов США (например, в Сан-Франциско). Однако никакого влияния ношения масок на ход или тяжесть эпидемии замечено не было.
В 1920-х годах стало обязательным использование марлевых повязок сотрудниками медицинских учреждений.